# Catalisador de Lindlar

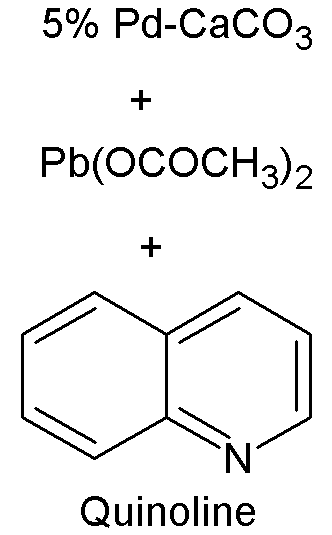
Composição do catalisador de Lindlar.

Catalisador de Lindlar é um catalisador heterogêneo que consiste em paládio depositado sobre carbonato de cálcio ou sobre sulfato de bário posteriormente envenenado com diversos compostos de chumbo ou de enxofre. É usado para a hidrogenação de alcinos a alcenos (ou seja, sem redução adicional a alcanos) e recebeu o nome de seu inventor Herbert Lindlar.

## Preparo
O catalisador de Lindlar está comercialmente disponível, mas também pode ser preparado pela redução de cloreto de paládio com uma pasta de carbonato de cálcio (CaCO3) seguida da adição de acetato plumboso. Uma variedade de outros venenos de catalisador podem ser usados, incluindo óxido de chumbo e quinolina. O teor de paládio no catalisador é, geralmente, de 5% em massa.

## Propriedades catalíticas
O catalisador é utilizado para a hidrogenação de alcinos a alcenos (isso é, sem redução adicional a alcanos). O chumbo é responsável por desativar os sítios de paládio. A posterior desativação do catalisador com quinolina (ou 3,6-ditia-1,8-octanodiol) aumenta sua seletividade, evitando a formação de alcanos. Assim, se um composto contém uma ligação dupla e uma ligação tripla, apenas a ligação tripla é reduzida. Um exemplo é a redução de fenilacetileno a estireno:
A hidrogenação de alcinos com o catalisador de Lindlar é estereoespecífica, ocorrendo via adição sin para produzir o alceno cis. Por exemplo, a hidrogenação do ácido acetilenodicarboxílico usando o catalisador de Lindlar fornece ácido maleico em vez de ácido fumárico .
Um exemplo do uso comercial é a síntese orgânica de vitamina A, que envolve uma redução de alcino com o catalisador de Lindlar. Esses catalisadores também são utilizados na síntese de vitamina K.